# Aclis (mitología)
En la mitología griega Aclis (en griego: Ἀχλύς, Akhlýs), es una deidad menor o abstracción que personifica la oscuridad, las tinieblas o las sombras. El término es utilizado para definir poéticamente a las sombras de la muerte. Según Russo, es la primera figura alegórica de la muerte en la literatura griega; en ella se sintetizan todos los males de la guerra. De Aclis no se sabe quiénes fueron sus progenitores, como es común entre las deidades del inframundo.
Homero utiliza el término «ἀχλύς (achlýs)» como un sustantivo común y no un teónimo, para denominar a la niebla que empaña o ciega los ojos de los mortales (a menudo en el momento de la muerte): a Sarpedón «lo abandonó el hálito, y la niebla (ἀχλύς) se difundió sobre sus ojos».
Hesíodo es la primera referencia escrita sobre esta oscura deidad. «Estaba a su lado la Tiniebla (Aclis) lamentable y terrible, pálida, negra y exhausta por el hambre, de hinchadas rodillas; grandes uñas había al extremo de sus manos. De las narices le caían mocos y la sangre resbalaba desde sus mejillas al suelo. Estaba en pie con terrible mueca, y en sus hombros se había acumulado gran cantidad de polvo, mojado por el llanto». El poema la describe junto a las sombrías Keres, las Moiras y el Tártaro.
Para Nono, sin embargo, Aclis es una hechicera tesalia que engañó a Dioniso de parte de Hera; sus ungüentos causaron que los ayos de Dioniso se transformaran en centauros. Baste decir que el poeta asimila la fama de las brujas de Tesalia para darle una personalidad más definida. «Entonces Bromio (Dioniso) montó en cólera contra los guardianes del dios, y tras recibir de la Oscuridad (Aclis) un ramo de engañosas flores de los prados tesalios, derramó el sueño sobre las cabezas de los hechizados ayos, vertiendo sobre sus cabellos una pócima mágica. Y aplicando la mágica espuma del ungüento maléfico en el rostro de todos ellos, mudó la antigua semblanza humana de su mirada, y apareció en su lugar una faz de grandes orejas. Les salió una cola de caballo erguida de su lomo, que fustigaba las caderas de sus hirsutos portadores».
Algunos estudiosos conjeturan que Aclis pudiera estar relacionada con la Calígine, la oscuridad primordial, que en las Fábulas de Higino es la que engendró al propio Caos.